# Flash Video
FLV eller Flash Video är ett filformat som används för att erbjuda video över Internet med hjälp av Adobe Flash Player (ursprungligen utvecklad av Macromedia) version 6 till 10.

## Om formatet
Fram till version 9.2 av Flash Player, så refererade Flash Video till ett proprietärt filformat, med filändelsen FLV. Den senaste allmänna versionen av Flash Player stöder H.264-video och HE-AAC-ljud. Flash Video-innehåll kan också bäddas in i SWF-filer. Exempel på några webbplatser som använder sig av Flash Video-formatet är Youtube, Google Video, Yahoo! Video, Reuters.com och ett flertal webbplatser som levererar nyheter.

## Flashspel
FLV kan även användas för att skapa flashspel med möjligheter att göra allt som SWF-formatet klarar av. FLV kan inte omkompileras; det leder till att allt fler flashspel skapade i FLV-format dyker upp på Internet.[källa behövs]

## FLV-spelare
En FLV-spelare är en typ av mediaspelare som används för att spela upp flashvideo från en dator eller direkt från en webbplats på Internet. En FLV-spelare behöver inte nödvändigtvis Adobe Flash eller några utvecklingsverktyg.
Följande spelare stöder FLV-filer vid en standardinstallation:

### Kostnadsfri mjukvara

#### Som datorprogram
Windows, Mac OS X och Linux-baserade
- VLC media player
- MPlayer
- Zoom Player

Linux-baserade
- xine
- totem

#### Webb-baserade
- Dash Media Player (Creative Commons Attribution eller kommersiell licens)
- Flowplayer embeddable video player (samma version under GNU GPL 3 eller en kommersiell licens)
- FPlayer (FLV Player Project med öppen källkod kodad med Actionscript 3)

### Freeware

#### Som datorprogram
Windows
- GOM Player
- RealPlayer
- Applian FLV Player
- Aunsoft FLV Player
- FLV-Media Player
- Martijn DeVisser's FLV Player
- Moyea Desktop Flash Player
- nFLV Player - Klarar av att spela upp .flv-videor som inte går att spola bakåt eller framåt
- FLV Hosting FLV Player
- Sothink Free FLV Player
- Total Free FLV Player
- Wimpy Desktop FLV player
- Adobe Media Player

Om ffdshow DirectShow-avkodare är installerade på en Windows-dator finns det ännu fler program som kan spela upp flv-filer:
- Media Player Classic
- Winamp
- Windows Media Player
- Zoom Player
- xine
- Vilken spelare som helst som använder QuickTime efter installation av ffdshow

Mac OS X
- Wimpy Desktop FLV Player
- Free FLV Player for Mac
- SWF & FLV Player
- QuickTime, after installation of the Perian video plugin

#### Webb- och som datorprogram-baserade
- JW FLV Player (Web and Windows versions under CC by-nc-sa) (Note: not free if your site is ad-powered)

#### Webb-baserade
- FV H.264 FLV Ads Player (freeware H.264 FLV-reklamstödd spelare av FLV Hosting)
- Sonettic Cinema FLV Player (freeware och kommersiella versioner i SWF)
- Hitasoft Free RIPE FLVPlayer (html och flash video Pre/Post/Mid roll-stödda ,kräver registrering för att hämta)